# Марсагет (скіф)
Марсагет (грец. Μαρσαγέτης) — брат скіфського династа Іданфірса, відомий лише з повідомлення Ктесія Кнідського (ΠΕΡΣΙΚΑ, XIII, (20)), а саме: під час морської розвідувальної експедиції, що передувала походу Дарія на скіфів, перси полонили Марсагета, який був «…ув'язненим у кайдани за наказом брата за якусь провину…». У контексті скіфо-перських відносин наведене повідомлення вичерпно відкоментоване Черненко Є. В. Додатково існує припущення, що внаслідок певної кризи у скіфо-сколотському панівному домі (смерть Савлія та затвердження Іданфірса/Ідантура) Дарієм І було сплановано акцію, подібну до описаного у Бехістунському написі походу на саків-тіґрахауда, а саме:
| «… я вщент розбив одну частину саків, а іншу полонив… Ватажка їх, на ім'я Скунха, полонили та привели до мене. Тоді я іншого зробив ватажком, на власне бажання. Після цього країна стала моєю».[2] |
Запропоновані етимології:
- грец. Μαρσαγέτης < скіф. *marsahut < д.ір. *marsah-vat — укр. вбивчий[3]
- грец. Μαρσαγέτης < скіф. *marzaka = осет. mærzæg  — укр. змітаючий, розпорошуючий.[4][5]
- грец. Μαρσαγέτης < скіф. *mar+sāka+ta — укр. вбиваючі саки/ вбиваючі олені/ вбиваючий оленів (?)[6][7]

## Ктесій Кнідський щодоМарсагета
укр. «§ 16. Дарій наказав каппадокійському сатрапу Аріарамну перейти до Європи проти скіфів та взяти в полон чоловіків та жінок. Аріарамн, перепливши на 30 п'ятидесяти весельних човнах, взяв скіфів у полон, причому й брата скіфського царя Марсагета, знайшовши його ув'язненим у кайдани за наказом брата за якусь провину.»
грец. «ὅτι ἐπιτάσσει Δαρεῖος Άριαράμνῃ τῷ σατράπῃ Καππαδοκίας ἐπὶ Σκύθας διαβῆναι, καὶ ἄνδρας καὶ γυναίκας αἰχμαλωτίσαι ὁ δὲ διαβὰς πεντηκοντόροις λ᾽ ῇχμαλώτισε. Συνέλαβε δὲ καὶ τὸν ἀδελφὸν τοῦ βασιλέος τῶν Σκυθῶν Μαρσαγέτην, ἐπὶ κακώσει εὑρὼν παρὰ τοῦ οἰκείου ἀδελφοῦ δεδεμένον.»

## Інші відомі на сьогодення згадки цього імені та історичні персони з даним ім'ям
- грец. Μαρζάκου ← Μαρζακος — антропонім, відомий з боспорської епіграфіки II ст.[9]
- ос. Марсæґ / Марсуґ / Балсæґ — міфічний персонаж Нартського епосу, володар живого вогняного колеса, яке виступає як каральна зброя чи то бога сонця Хура, чи власне Марсаґа, за допомогою якого було вбито непереможного Сослана.[10]